# Солобоевское сельское поселение
Солобоевское се́льское поселе́ние — муниципальное образование в Исетском районе Тюменской области Российской Федерации.
Административный центр — село Солобоево.

## История
Статус и границы сельского поселения установлены Законом Тюменской области от 5 ноября 2004 года № 263 «Об установлении границ муниципальных образований Тюменской области и наделении их статусом муниципального района, городского округа и сельского поселения».

## Население
| 2010  | 2011  | 2012  | 2013  | 2014  | 2015  | 2016  |
| ----- | ----- | ----- | ----- | ----- | ----- | ----- |
| 2224  | ↘2222 | ↘2206 | ↘2193 | ↘2186 | ↘2179 | ↘2151 |
| 2017  | 2018  | 2019  | 2020  | 2021  |       |       |
| ↗2158 | ↘2135 | ↘2131 | ↘2112 | ↗2277 |       |       |

## Состав сельского поселения
| № | Населённый пункт | Тип населённого пункта       | Население |
| - | ---------------- | ---------------------------- | --------- |
| 1 | Ботники          | деревня                      | 148       |
| 2 | Красногорское    | село                         | 251       |
| 3 | Малыши           | деревня                      | 207       |
| 4 | Солобоево        | село, административный центр | 1204      |
| 5 | Станичное        | село                         | 414       |